# 22586 Shellyhynes
22586 Shellyhynes è un asteroide della fascia principale. Scoperto nel 1998, presenta un'orbita caratterizzata da un semiasse maggiore pari a 2,2740408 UA e da un'eccentricità di 0,1260175, inclinata di 8,09638° rispetto all'eclittica.